# Pierre de Goa

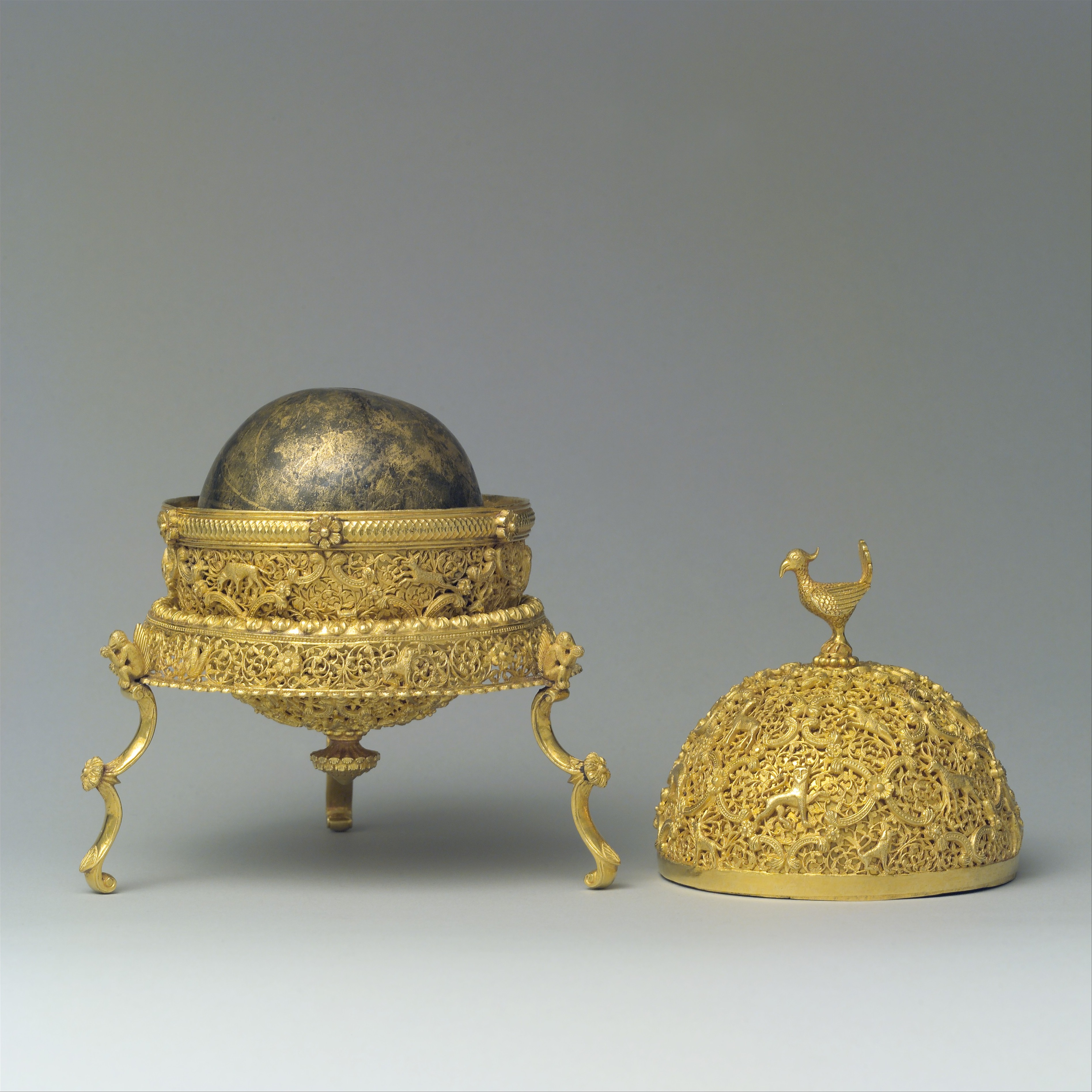
Une pierre de Goa dans son boîtier en or.

Les pierres de Goa, ou lapis de Goa, sont des bézoards artificiels fabriqués par les Jésuites de Goa (Inde portugaise) et considérés comme ayant des propriétés médicinales et talismaniques. Elles ont été exportées vers les apothicaires d'Europe du milieu du XVIe au XVIIIe siècle.

## Histoire
Comme dans d'autres centres d'Amérique ou d'Asie, les missionnaires jésuites en Inde s'intéressaient aux pratiques médicales traditionnelles des peuples qu'ils rencontraient. À la fin du XVIIe siècle, à Goa, le frère jésuite florentin Gaspar Antonio (sans doute un infirmier du collège Saint-Paul), se mit à fabriquer des bézoards car les bézoards naturels, fort demandés, étaient rares. Un monopole jésuite se développa et fut confirmé par les Portugais le 6 mars 1691.
Ces bézoards artificiels connus comme « pierres de Goa » étaient créés en combinant des matériaux organiques et inorganiques, notamment des cheveux, des dents de requin fossiles, des coquilles, des défenses, de la résine et des pierres précieuses écrasées : l'ensemble était façonné en une boule et recouvert de dorure. Comme les pierres de bézoard, on pensait que les pierres de Goa prévenaient les maladies et guérissaient les intoxications. Le remède pouvait être administré en rasant de petits morceaux dans une boisson potable comme de l'eau, du thé ou du vin.
Les pierres ont du succès et sont exportées vers l'Europe. Une première mention est faite en 1686 en Angleterre par Gideon Harvey, cependant fort sceptique quant à leur valeur curative, notant qu'elles avaient été confectionnées à partir d'un « fatras d'ingrédients indiens » par des « artisans et trafiquants barbares ».
Après la mort de Gaspar Antonio, la recette de fabrication passa entre les mains du père Jorge Ungarate. Lorsque les Jésuites furent expulsés du Portugal et de ses colonies (1759) ces pierres furent produites par les frères capucins au Convent de la Mère de Dieu (à Goa) jusqu'en 1835. La recette secrète fut transmise à Manuel do Carmo Pacheco qui produisit des pierres de Goa jusqu'à sa mort en 1868.
Les pierres de Goa étaient conservées dans des boîtiers ornés, en or massif ou dorés. On croyait que le matériau précieux améliorait les propriétés médicinales des pierres. Les boitiers étaient un ouvrage de filigranes, parfois ornés d'ornements d'animaux, y compris de singes, licornes, chiens et perroquets.
Le raffinement de ces boitiers fit qu'ils servirent également d'objet décoratif chez les collectionneurs de curiosités des XVIIe et XVIIIe siècles.